# Mouvement fédéraliste européen
Pour les articles homonymes, voir MFE.

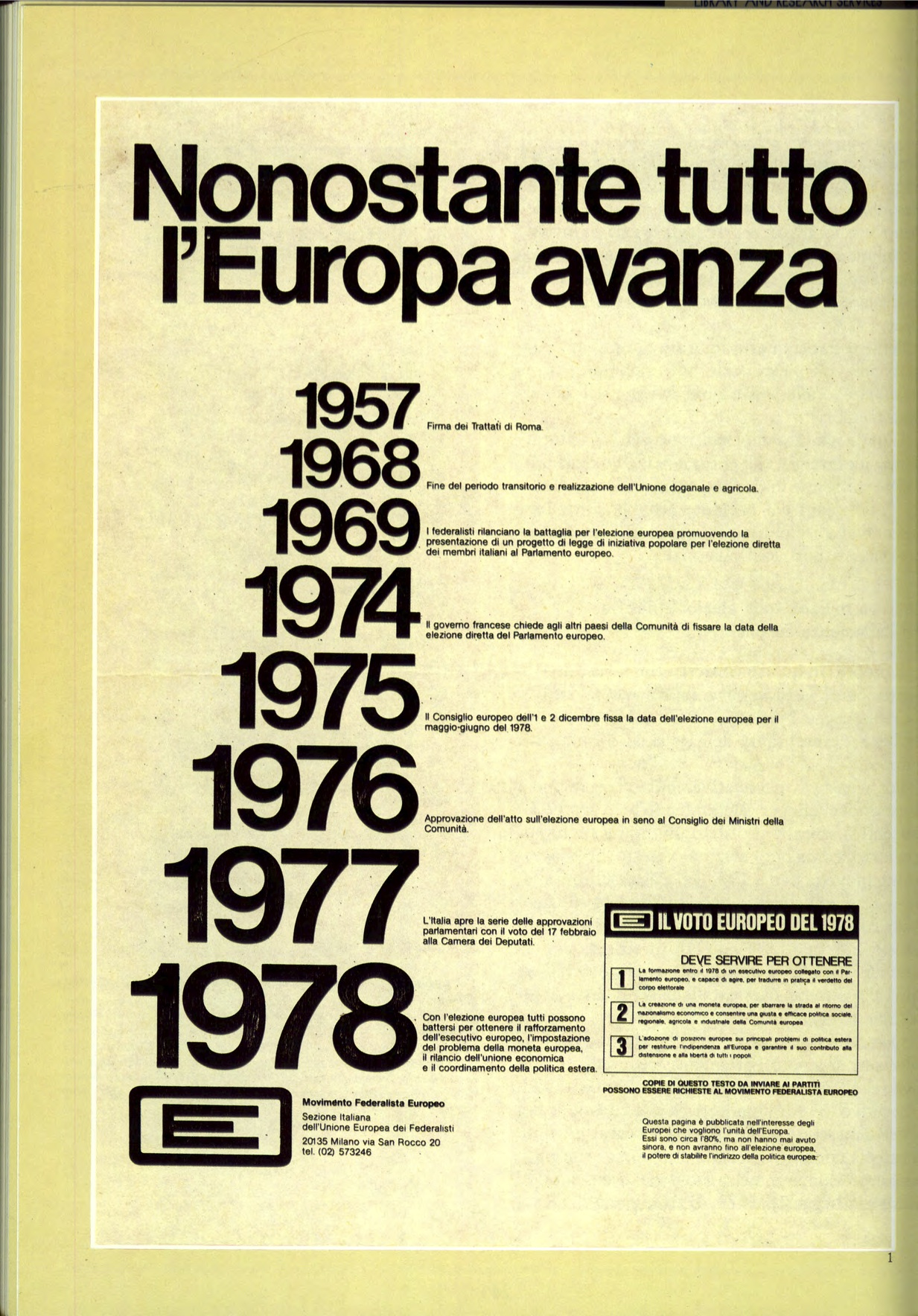
Manifeste du Movimento federalista europeo.

Le Mouvement fédéraliste européen (MFE) peut désigner :
- Le Movimento federalista europeo, l'organisation créée les 27 et 28 août 1943 à Milan par Altiero Spinelli, qui constitue aujourd'hui la section italienne de l'Union des fédéralistes européens.

- L'Union des fédéralistes européens elle-même qui a pris ce nom lors de sa scission en 1956 jusqu'en 1973.